# Kara Winger
Kara Estelle Winger (née Patterson le 10 avril 1986 à Seattle) est une athlète américaine spécialiste du lancer du javelot.

## Biographie
Vainqueur des sélections olympiques américaines de 2008, Kara Patterson est éliminée dès les qualifications des Jeux de Pékin avec un lancer à 54,39 m. L'année suivante, l'Américaine remporte son premier titre de championne des États-Unis à Eugene, établissant avec 63,95 m la meilleure marque de sa carrière. Qualifiée pour les Championnats du monde de Berlin, elle échoue de nouveau au stade des qualifications avec 52,91 m.
Le 25 juin 2010 à Des Moines, Kara Patterson remporte pour la seconde année consécutive les Championnats des États-Unis. Elle améliore son record personnel avec 66,67 m et établit un nouveau record national et continental. Elle s'impose lors de la Prefontaine Classic, sixième étape de la Ligue de diamant 2010, grâce à un lancer à 65,90 m. 
Le 9 août 2019, elle remporte la médaille d'or des Jeux panaméricains à Lima en lançant à 64,92 m, son meilleur jet de la saison. A 33 ans, il s'agit de sa première grande consécration internationale. Un mois plus tard, elle s'impose au Match Europe - États-Unis à Minsk avec 64,63 m.
Elle se classe 5e des championnats du monde à Doha avec 63,23 m.
Elle remporte la médaille d'argent lors des championnats du monde 2022, à Eugene, devancée par l'Australienne Kelsey-Lee Barber.

## Vie privée
Depuis 2014, elle est mariée avec le lanceur de disque Russ Winger.

## Palmarès

### International
| Date | Compétition           | Lieu             | Résultat | Marque  |
| ---- | --------------------- | ---------------- | -------- | ------- |
| 2010 | Ligue de diamant      | Ligue de diamant | 2e       | détails |
| 2010 | Coupe continentale    | Split            | 5e       | 58,07 m |
| 2015 | Jeux panaméricains    | Toronto          | 2e       | 61,44 m |
| 2015 | Championnats NACAC    | San José         | 1re      | 60,34 m |
| 2015 | Championnats du monde | Pékin            | 8e       | 60,88 m |
| 2015 | Ligue de diamant      | Ligue de diamant | 7e       | détails |
| 2016 | Ligue de diamant      | Ligue de diamant | 7e       | détails |
| 2017 | Ligue de diamant      | Ligue de diamant | 7e       | 62,01 m |
| 2018 | Coupe du monde        | Londres          | 2e       | 60,75 m |
| 2018 | Ligue de diamant      | Ligue de diamant | 3e       | 64,75 m |
| 2018 | Coupe continentale    | Ostrava          | 3e       | 60,38 m |
| 2019 | Jeux panaméricains    | Lima             | 1re      | 64,92 m |
| 2019 | Championnats du monde | Doha             | 5e       | 63,23 m |
| 2022 | Championnats du monde | Eugene           | 2e       | 64,05 m |
| 2022 | Championnats NACAC    | Freeport         | 1re      | 64,68 m |
| 2022 | Ligue de diamant      | Ligue de diamant | 1re      |         |

### National
- Championnats des États-Unis d'athlétisme
  - vainqueur du lancer du javelot en 2008, 2009, 2010, 2011, 2014, 2015, 2017, 2018 et 2022

## Records
| Épreuve           | Performance | Lieu       | Date         |
| ----------------- | ----------- | ---------- | ------------ |
| Lancer du javelot | 66,87 m     | Des Moines | 25 juin 2010 |